# Julien Deschamps
Pour les articles homonymes, voir Deschamps.
Jean Julien Deschamps, né dans l'ancien 3e arrondissement de Paris le 16 septembre 1817 et mort à Soissons le 12 septembre 1889, est un acteur et un peintre français.
Il ne doit pas être confondu avec son homonyme contemporain, l'auteur dramatique, librettiste et chansonnier Julien Deschamps.

## Biographie
Fils d'un sculpteur, Julien Deschamps commence sa carrière au théâtre de l'Odéon en 1842 après sa sortie du Conservatoire puis obtient des rôles principaux dès 1844 dans Rebecca, un vaudeville d'Eugène Scribe représenté en décembre au théâtre du Gymnase dans le rôle de Pallavicini. Parti jouer à Saint-Pétersbourg en 1849, il revient en France vers 1867 et entre au théâtre de la Porte-Saint-Martin. Pendant la guerre franco-prussienne de 1870-1871, alors qu'il est maire de Pasly, il sera malmené par les allemands et sera témoin de l'exécution de Jules Debordeaux, l'un des "Trois Instituteurs de l'Aisne" . Il apparaît ainsi dans diverses pièces du boulevard parisien jusqu'en 1874 où il tient le rôle principal dans Le Chemin de Damas de Théodore Barrière (théâtre du Vaudeville), puis il se retire dans le village de Pasly (Aisne) dont il est le maire. 
En 1885, il part avec son épouse, l'actrice Scrivana Deschamps au Tonkin pour y établir une scène de théâtre et y donne quelques représentations avec elle d'une comédie, Croque-Poule, principalement à Saïgon et Haiphong. Il apparaît comme personnage, avec sa femme, sur cet épisode de leur vie dans le roman Comme un parfum d'ylang-ylang en 2010. Après son retour en France en 1887, il se consacre définitivement à la peinture.
Son fils Henri sera également acteur.

## Œuvres
- Aubry le boucher, drame en quatre actes, théâtre Beaumarchais, 1844
- Une femme qui se jette par la fenêtre, comédie-vaudeville en un acte, avec Scribe et Gustave Lemoine, Paris, théâtre du Gymnase, 1847
- L'Amour du trapèze, étude gymnastique en une seule séance, avec Hippolyte Lefebvre, théâtre Déjazet, 22 avril 1861
- La Maison Saladier, vaudeville en un acte, avec Édouard Brisebarre et Eugène Nus, théâtre Déjazet, 22 avril 1861
- La Volonté de mon oncle, opérette en un acte, musique de Pierre-Julien Nargeot, 1862
- Roland, dit Cœur-de-veau, parodie en 1 acte et 4 tableaux, avec Gaston Marot, 1865
- La Leçon d'amour, opérette en un acte, musique de Michel Bordet, 1866
- Une paire de Moutards, opérette en un acte, paroles de François Llaunet et Julien Deschamps, musique de François Llaunet, 1879